# Наступление в Эстремадуре
Наступление в Эстремадуре (исп. Campaña de Extremadura) — боевые действия в августе 1936 года в провинции Эстремадура во время гражданской войны в Испании. Кульминацией боевых действий стала битва при Бадахосе, после победы в которой войска Африканской армии националистов под командованием Франсиско Франко двинулись в поход на Мадрид.

## Планы и силы сторон
В августе 1936 года националистам с помощью нацистской Германии и фашистской Италии удалось перебросить на полуостров тысячи солдат испанской Африканской армии. Затем Франсиско Франко решил продвинуться на север и занять Эстремадуру, чтобы соединить две удерживаемые националистами зоны и начать продвижение к Мадриду. 
У националистов в этом регионе было 8000 человек, в основном легионеры и марокканцы-регуларес. Эти силы были организованы в пять моторизованных колонн примерно по 1500 человек в каждой, поддерживаемые одной или двумя батареями 75 мм орудий, во главе с полковниками Хосе Асенсио, Франсиско Дельгадо Серрано, Фернандо Баррон и Хели Роландо Телла и майором Антонио Кастехоном. Эти силы прикрывали с воздуха восемь итальянских бомбардировщиков Савойя-Маркетти SМ-81, которыми управляли итальянские пилоты, и девять Юнкерс Ju 52, которыми управляли немецкие пилоты, а также истребители CR.32 и He-51. 
Противостоявшая националистам республиканская армия в этом регионе насчитывала 13 000 ополченцев и солдат. Большинство из них были ополченцами-милисианос. Члены республиканской милиции не имели военной подготовки и были плохо вооружены, на троих приходилась только одна винтовка, а на 150—200 человек — один пулемет. Ополченцы отказывались копать окопы, не знали, как подготовить оборонительную позицию, а бомбардировки с самолетов вызвали у них ужас. Кроме того, у них не было артиллерии и профессиональных штабных офицеров. Республиканской авиации не хватало бензина, запасных частей и обученных пилотов, большинство республиканских самолетов были устаревшие Бреге 14.

## Ход операции
2 августа силы националистов покинули Севилью и направились на север в направлении Мериды и Бадахоса. Занимая города и поселки, мятежники казнили сотни человек среди сторонников республиканцев. Тысячи беженцев бежали от националистов на север.
5 августа националисты разгромили колонну ополченцев в Лос-Сантос-де-Маймона.
7 августа войска мятежников заняли Зафру и достигли города Альмендралехо, где около 100 милисианос забаррикадировались в городской церкви и в течение недели сопротивлялись обстрелам. 14 августа 40 выживших сдались и были убиты националистами. 
10 августа националисты выиграли бои при Мериде. После этого Ягуэ повернул на запад и двинулся к городу Бадахос, и 14 августа после сильной бомбардировки занял его. В результате резни в Бадахосе войска Ягуэ убили от 500 до 4000 республиканских солдат и гражданских лиц и разграбили город. Многие беженцы-республиканцы пытались бежать через португальскую границу, но правительство Португалии передало их националистам и последние казнили их.

## Результаты
После оккупации Мериды и Бадахоса мятежники соединили контролируемую северную зону и южную зону. Кроме того, националисты оккупировали западную половину провинции Бадахос, а республиканское правительство потеряло контроль над португальской границей. Националисты проводили жестокие репрессии на завоеванной территории. От 6 600 до 12 000 сторонников республиканцев были казнены националистами (республиканцы казнили 243 сторонников националистов).
После падения Бадахоса Ягуэ повернул на восток и двинулся в сторону Мадрида. Он нанес поражение республиканским войскам в битве при Сьерра-Гуадалупе, а 3 сентября он занял Талавера-де-ла-Рейна после победы над республиканскими ополченцами. Ягуэ продвинулся на 500 км за четыре недели, и дорога на Мадрид была открыта.